# テキサス大学サンアントニオ校
テキサス大学サンアントニオ校 （The University of Texas at San Antonio, UTSA）は、アメリカ合衆国テキサス州のサンアントニオにある州立大学。テキサス大学システムの一校である。
テキサス大学システムの中では、オースティン校、アーリントン校に次いで3位である約34,000人の学生が在籍している。規模、学術ともに急速な発展を遂げており、特にビジネスや理学、工学のプログラムでは高い評価を受けている。特にコンピュータサイエンス部門のサイバーセキュリティ分野では全米で第1位（2014年）となっている。同校ではテキサス大学の昔ながらの伝統を受け継ぎ単位認定は厳しく、4年卒業率は9％ほどである。また、カーネギー高等教育機関分類 (The Carnegie Classification of Institutions of Higher Education)では最もレベルの高い研究活動を行っている「R1」(別名Tier-1) 博士課程大学の一つとして認定されており （2022年現在、全米約4000校のうちR1は146校：トップ4％未満）、9つのカレッジから159の学位プログラムを提供している。

## 世界ランキング
- 276-300位 (THE:Times higher education: World University Rankings 2012)

## キャンパス
大きく分けて、3つのキャンパスを持つ。メインキャンパスは、サンアントニオ市北西部郊外の、州間高速道路10号線と環状道路LOOP1604のジャンクション付近に位置する。この事から、1604キャンパスと呼ばれる。総面積約2.4平方キロメートル。また建築学部については、サンアントニオの中心地にあるダウンタウンキャンパスと呼ばれる場所に位置する。さらに3つ目のキャンパスヘミスフェアパークキャンパス（HemisFair Park Campus）もサンアントニオの中心地に位置している。

## マスコット
マスコットキャラクターはオオミチバシリをモチーフにしており、イメージカラーは青色とオレンジ色、白色である。

## 学部
この大学では、133の学士と51の修士、医学的領域を含む24の博士(Ph.D.)のためのカリキュラムがある。
- 経済学部
- 経営学部
- 教育学部
- 人間学部
- 理学部
- 工学部
- 芸術学部
- 政策学部
- 建築学部

## 学部におけるTOEFLの入学基準
- 語学コース付きでの出願条件　TOEFLiBT 79以上
- 語学コース免除での出願条件　TOEFLiBT 100以上
- また本学では、留学生にもSAT (大学進学適性試験)の提出を義務付けている。